# دکلص عزیز
دکلص عزیز (عربی: دوكلاص عزيز؛ زادهٔ ۱ ژانویهٔ ۱۹۴۲) یک بازیکن فوتبال اهل عراق است.
از باشگاه‌هایی که در آن بازی کرده‌است می‌توان به الشرطه، و الشرطه، و تیم ملی فوتبال عراق اشاره کرد.
وی همچنین در تیم ملی فوتبال تیم ملی فوتبال عراق بازی کرده است.